# Nurlan Balghymbajew

Nurlan Balghymbajew

Nurlan Ötepuly Balghymbajew (kasachisch Нұрлан Өтепұлы Балғымбаев Nūrlan Ötepūly Balğymbaev, russisch Нурлан Утепович Балгимбаев, Nurlan Utepowitsch Balgimbajew; * 20. November 1947 in Gurjew, Kasachische SSR; † 14. Oktober 2015 ebenda) war ein kasachischer Politiker. Im Zeitraum von 1997 bis 1999 war er Premierminister Kasachstans.

## Leben
Balghymbajew absolvierte sein Studium an der Kasachischen Nationalen Technischen Universität Almaty. Von 1973 bis 1986 war er auf verschiedenen Positionen in der Ölindustrie Kasachstans tätig, unter anderem arbeitete er für das Unternehmen Aktjubinskneft. Balghymbajew wechselte 1986 in das Ministerium für Öl- und Gasindustrie der Sowjetunion und arbeitete dort in einer Reihe verschiedener Abteilungen. Von 1993 bis 1994 war er für die US-amerikanische Chevron Corporation tätig. Bis 1997 bekleidete er in der kasachischen Regierung das Amt des Ministers für Öl- und Gasindustrie der Republik Kasachstan und war anschließend Präsident des staatlichen kasachischen Erdölunternehmens Kazakhoil.
Am 10. Oktober 1997 wurde Nurlan Balghymbajew als Nachfolger von Akeschan Kaschegeldin zum Premierminister Kasachstans ernannt. Am 1. Oktober 1999 kehrte Balgimbajew in die Wirtschaft zurück, erneut auf dem Posten des Präsidenten von Kazakhoil, auf dem er bis zur Fusion von Kazakhoil und NC Transport of Oil and Gas blieb. Von 2002 bis 2007 war er Präsident der Kazakhstan Petroleum Investment Company.
Am 6. Dezember 2007 wurde er zum Berater des kasachischen Präsidenten Nursultan Nasarbajew ernannt. Von Februar 2008 bis November 2009 beriet er den Präsidenten als Sonderbeauftragter der Republik Kasachstan für die Nutzung der Ressourcen des Kaspischen Meeres.
Am 14. Oktober 2015 erlag Balghymbajew einem langjährigen Krebsleiden.